# Eleição municipal de Campina Grande em 2020
A eleição municipal do município de Campina Grande em 2020 ocorreu no dia 15 de novembro com o objetivo de eleger um prefeito, um vice-prefeito e 23 vereadores responsáveis pela administração da cidade para o mandato a se iniciar em 1° de janeiro de 2021 e com término em 31 de dezembro de 2024.
Por estar em seu segundo mandato, Romero Rodrigues, do PSD, não pode se candidatar a reeleição. Inicialmente, 6 candidatos disputaram a prefeitura, porém Edmar Oliveira (Patriota) teve a candidatura indeferida pela Justiça Eleitoral por não encontrar um substituto para seu vice na chapa, Wanderley Bezerra, reduzindo para 5 o número de postulantes ao cargo.
O ex-vereador e ex-deputado estadual Bruno Cunha Lima, do PSD, foi eleito ainda no primeiro turno, com 111.526 votos (54,58% dos votos válidos), contra 44.313 de Ana Cláudia Vital, do Podemos. Inácio Falcão, do PCdoB, foi o terceiro colocado, enquanto Artur Bolinha (PSL) e Olímpio Rocha (PSOL) foram os candidatos menos votados. É a segunda eleição consecutiva decidida em turno único em Campina Grande desde a redemocratização, o que não ocorria desde o período entre 1988 e 2000. 
Com a vitória, Bruno Cunha Lima torna-se o terceiro representante da família a exercer a prefeitura municipal, ocupada anteriormente por seu tio-avô, Ronaldo Cunha Lima (2 meses em 1969, quando foi cassado, e 1983 a 1988) e por seu primo, Cássio Cunha Lima, também em 2 mandatos (1989 a 1992 e 1997 a 2002, quando se afastou para concorrer ao governo da Paraíba e foi substituído pela vice-prefeita Cozete Barbosa).
Entre os vereadores, a maior votação foi de Eva Gouveia (também do PSD), que obteve 4.232 votos. Além dela, outros 6 candidatos do partido foram eleitos. Foi também a primeira vez na história que nenhum candidato do MDB se elegeu vereador em Campina Grande (contabilizando o período como PMDB, entre as eleições de 1982 e 2016) - somados, os 23 postulantes à vaga na Câmara Municipal receberam 2.177 votos.

## Contexto político e pandemia
As eleições municipais de 2020 estão sendo marcadas, antes mesmo de iniciada a campanha oficial, pela pandemia do coronavírus SARS-CoV-2 (causador da COVID-19), o que está fazendo com que os partidos remodelem suas metodologias de pré-campanha. O Tribunal Superior Eleitoral (TSE) autorizou os partidos a realizarem as convenções para escolha de candidatos aos escrutínios por meio de plataformas digitais de transmissão, para evitar aglomerações que possam proliferar o vírus. Alguns partidos recorreram a mídias digitais para lançar suas pré-candidaturas. Além disso, a partir deste pleito, será colocada em prática a Emenda Constitucional 97/2017, que proíbe a celebração de coligações partidárias para as eleições legislativas, o que pode gerar um inchaço de candidatos ao legislativo. Conforme reportagem publicada pelo jornal Brasil de Fato em 11 de fevereiro de 2020, o país poderá ultrapassar a marca de 1 milhão de candidatos a prefeito, vice-prefeito e vereador neste escrutínio, o que não seria necessariamente bom, na opinião do professor Carlos Machado, da UnB (Universidade de Brasília): “Temos o hábito de criticar de forma intensa a coligação partidária, sem parar para refletir sobre os elementos positivos dela. O número de candidatos que um partido pode apresentar numa eleição, varia se ele estiver dentro de uma coligação, porque quando os partidos participam de uma coligação, eles são considerados como um único partido", afirmou Machado na reportagem.

## Candidaturas
| Nº | Candidato         | Partido | Candidato a vice                | Cargos relevantes ou profissão                                    | Coligação                                                                                           | Tempo no horário eleitoral |
| -- | ----------------- | ------- | ------------------------------- | ----------------------------------------------------------------- | --------------------------------------------------------------------------------------------------- | -------------------------- |
| 17 | Artur Bolinha     | PSL     | Annelise Meneguesso (PSL)       | Presidente da CDL                                                 | "Povo Forte, Cidade Livre" (PSL, PRTB e PV)                                                         | 59 segundos                |
| 19 | Ana Cláudia Vital | PODE    | Sargento Wellington Cobra (DEM) | Secretária de Articulação Municipal do Governo da Paraíba (2019–) | "Novo Tempo, Novas Soluções" (PODE, DEM, PTB, Avante, Cidadania, PTC, PMN, Solidariedade, DC e PDT) | 2 minutos e 59 segundos    |
| 50 | Olímpio Rocha     | PSOL    | Sheylla Campos (PSB)            | Presidente do diretório campinense do PSOL                        | "Campina Merece ser Grande" (PSOL e PSB)                                                            | 59 segundos                |
| 55 | Bruno Cunha Lima  | PSD     | Lucas Ribeiro (PP)              | Deputado estadual (2015–2018), Vereador (2013–2014)               | "Campina Rumo ao Futuro" (PSD, PP, PSDB, PSC, Republicanos, PMB e PROS)                             | 3 minutos e 4 segundos     |
| 65 | Inácio Falcão     | PCdoB   | Tatiana Medeiros (MDB)          | Deputado estadual (2015–), Vereador (2001–2014)                   | "Campina Tem Jeito" (PCdoB, MDB, PT e REDE)                                                         | 2 minutos e 5 segundos     |

### Candidatura indeferida
| Nº | Candidato      | Partido  | Candidato a vice             | Cargos relevantes ou profissão | Tempo no horário eleitoral |
| -- | -------------- | -------- | ---------------------------- | ------------------------------ | -------------------------- |
| 51 | Edmar Oliveira | Patriota | Wanderley Bezerra (Patriota) | Líder comunitário              | 20 segundos                |

### Candidaturas não registradas ou desistências
| Nº | Candidato         | Partido | Cargos relevantes ou profissão                                                                                          |
| -- | ----------------- | ------- | --- |
| 12 | Gustavo Feliciano | PDT     | Secretário de Turismo e Desenvolvimento (2019–)                                                                         |
| 13 | Márcio Caniello   | PT      | Presidente do diretório campinense do PT (2017–2019), Secretário municipal de Planejamento (2013–2016)                  |
| 15 | Olímpio Oliveira  | MDB     | Vereador (2009–) |
| 15 | Walter Brito Neto | MDB     | Deputado federal (2007–2008), Vereador (2005–2007)                                                                      |
| 20 | Dalton Gadelha    | PSC     | Empresário |
| 25 | Márcio Saraiva    | DEM     | Coronel reformado do Exército                                                                                           |
| 30 | Érico Feitosa     | Novo    | Empresário |
| 40 | Geraldo Medeiros  | PSB     | Secretário estadual de Saúde (2019–)                                                                                    |
| 40 | Veneziano Vital   | PSB     | Senador (2019–), Deputado federal (2015–2019), Prefeito (2005–2012), Vereador (1997–2004)                               |
| 45 | Cássio Cunha Lima | PSDB    | Senador (2011–2019), Governador (2003–2009), Deputado federal (1987–1988 e 1995–1996), Prefeito (1988–1992 e 1997–2002) |
| 45 | Pedro Cunha Lima  | PSDB    | Deputado federal (2015–)                                                                                                |
| 45 | Tovar Lima        | PSDB    | Deputado estadual (2015–), Vereador (2009–2014)                                                                         |

## Candidaturas a vereança
Conforme dados informados pelos candidatos ao TSE. PV, REDE, Avante, PSDB, PSOL, PMB, PTC, PL e PDT não lançaram candidaturas a vereador. A coligação "Novo Tempo, Novas Soluções" foi a que teve o maior número de candidatos (191), seguida pela coligação "Campina Rumo ao Futuro", com 150.
O PCO, que desde 1996 disputava eleições municipais apenas em João Pessoa (em 2016 não participou), fez sua estreia eleitoral em Campina Grande com uma candidatura a vereador (empatado com o PRTB em número de postulantes ao cargo).
Entre os 487 candidatos a vereador (aptos e inabilitados para a disputa), o mais velho foi João de Deus Rodrigues (Podemos), que disputou a eleição aos 74 anos; Fred Marinheiro (PSD), neto do ex-deputado e ex-senador Carlos Dunga, foi o mais jovem candidato ao cargo, aos 19.
| Partido       | Número de candidaturas |
| ------------- | ---------------------- |
| PTB           | 31                     |
| PSC           | 19                     |
| DEM           | 38                     |
| Solidariedade | 35                     |
| Republicanos  | 35                     |
| PT            | 32                     |
| PSD           | 34                     |
| DC            | 33                     |
| PSB           | 8                      |
| MDB           | 24                     |
| Podemos       | 34                     |
| Cidadania     | 20                     |
| PP            | 36                     |
| PCdoB         | 29                     |
| UP            | 2                      |
| Patriota      | 13                     |
| PMN           | 3                      |
| PSL           | 37                     |
| PCO           | 1                      |
| PRTB          | 1                      |
| PROS          | 26                     |
| Total         | 487                    |

## Geradoras do guia eleitoral
Em 6 de outubro de 2020, a Justiça Eleitoral fez o sorteio da ordem de exibição dos programas dos candidatos à prefeitura de Campina Grande, e Bruno Cunha Lima e Ana Cláudia Vital foram os candidatos com mais tempo de propaganda (3 minutos e 4 segundos para o prefeitável do PSD, e 2 minutos e 13 segundos para a candidata do Podemos). As TVs Paraíba, Borborema, Maior e Itararé foram as emissoras geradoras do guia eleitoral do primeiro turno, e Mix FM, Campina FM, Arapuan FM e Panorâmica FM transmitiram os programas eleitorais no rádio.

## Resultados

### Prefeito
| Candidato(a)           | Candidato(a)              | Vice                            | 1º turno 15 de novembro de 2020 | 1º turno 15 de novembro de 2020 |
| Candidato(a)           | Candidato(a)              | Vice                            | Total                           | Porcentagem                     |
| ---------------------- | ------------------------- | ------------------------------- | ------------------------------- | ------------------------------- |
|                        | Bruno Cunha Lima (PSD)    | Lucas Ribeiro (PP)              | 111.526                         | 54,58%                          |
|                        | Ana Cláudia Vital (PODE)  | Sargento Wellington Cobra (DEM) | 44.313                          | 21,69%                          |
|                        | Inácio Falcão (PCdoB)     | Dra. Tatiana Medeiros (MDB)     | 33.415                          | 16,35%                          |
|                        | Artur Bolinha (PSL)       | Annelise Meneguesso (PSL)       | 9.847                           | 4,82%                           |
|                        | Olímpio Rocha (PSOL)      | Sheylla Campos (PSB)            | 5.241                           | 2,56%                           |
|                        | Edmar Oliveira (Patriota) | Wanderley Bezerra (Patriota)    | 0                               | 0%                              |
| Total de votos válidos | Total de votos válidos    | Total de votos válidos          | 204.342                         | 86,86%                          |
| → Votos em branco      | → Votos em branco         | → Votos em branco               | 8.344                           | 3,55%                           |
| → Votos nulos          | → Votos nulos             | → Votos nulos                   | 22.577                          | 9,60%                           |
| Total de votos         | Total de votos            | Total de votos                  | 235.263                         | 100%                            |
| Abstenções             | Abstenções                | Abstenções                      | 49.757                          | 17,46%                          |
| Total de inscritos     | Total de inscritos        | Total de inscritos              | 274.004                         | 100%                            |

## Vereadores eleitos
| Candidato eleito        | Partido       | Votação | Porcentagem | Cidade onde nasceu | Unidade federativa |
| Eva Gouveia             | PSD           | 4.238   | 2,02%       | Sumé               | Paraíba            |
| Ivonete Ludgério        | PSD           | 3.893   | 1,86%       | Campina Grande     | Paraíba            |
| Fabiana Gomes           | PSD           | 3.715   | 1,77%       | Campina Grande     | Paraíba            |
| Alexandre do Sindicato  | PSD           | 3.198   | 1,52%       | Campina Grande     | Paraíba            |
| Aldo Cabral             | PSD           | 3.059   | 1,46%       | Boqueirão          | Paraíba            |
| Jô Oliveira             | PCdoB         | 3.050   | 1,45%       | Campina Grande     | Paraíba            |
| Rui da Ceasa            | PROS          | 3.008   | 1,43%       | Campina Grande     | Paraíba            |
| Valéria Aragão          | PTB           | 2.854   | 1,36%       | Campina Grande     | Paraíba            |
| Marinaldo Cardoso       | Republicanos  | 2.793   | 1,33%       | Campina Grande     | Paraíba            |
| Dinho do Papaléguas     | DEM           | 2.776   | 1,32%       | Campina Grande     | Paraíba            |
| Saulo Germano           | PSC           | 2.748   | 1,31%       | Campina Grande     | Paraíba            |
| Janduy Ferreira         | PSD           | 2.653   | 1,27%       | Bonito de Santa Fé | Paraíba            |
| Sargento Neto           | PSD           | 2.610   | 1,24%       | Campina Grande     | Paraíba            |
| Renan Maracajá          | Republicanos  | 2.608   | 1,24%       | Campina Grande     | Paraíba            |
| Carol Gomes             | PROS          | 2.392   | 1,14%       | João Pessoa        | Paraíba            |
| Pastor Luciano Breno    | PP            | 2.321   | 1,11%       | Campina Grande     | Paraíba            |
| Saulo Noronha           | Solidariedade | 2.293   | 1,09%       | Campina Grande     | Paraíba            |
| Anderson Almeida (Pila) | PODE          | 2.122   | 1,01%       | Campina Grande     | Paraíba            |
| Dona Fátima             | PODE          | 1.917   | 0,91%       | Cuité              | Paraíba            |
| Dr. Olímpio             | PSL           | 1.494   | 0,71%       | Campina Grande     | Paraíba            |
| Waldeny Santana         | DEM           | 1.442   | 0,69%       | Picos              | Piauí              |
| Rostand Paraíba         | PP            | 1.295   | 0,62%       | Campina Grande     | Paraíba            |
| Hilmar Falcão           | DC            | 1.093   | 0,52%       | Campina Grande     | Paraíba            |

## Aspectos da campanha

### O caso das candidaturas laranjas
Em agosto de 2021, o juiz da 16ª Zona Eleitoral de Campina Grande, Alexandre Trineto, negou a preliminar que pedia a extinção da Ação de Investigação Judicial Eleitoral (AIJE) sobre uma suposta existência de candidaturas laranjas a vereador por "ausência de litisconsórcio passivo necessário". A AIJE, movida em dezembro de 2020 pelo ex-vereador Pimentel Filho (PSD), que não conseguiu a reeleição para seu 9º mandato consecutivo, apura denúncias de que 3 partidos (DEM, Solidariedade e PROS) teriam usado candidaturas laranjas para atingir o percentual mínimo de 30%. O parecer do Ministério Público é de que as candidaturas de Marta Ambrósio, Virgínia Soares, Fátima Artesã (todas do DEM), Lizandra Leite (Solidariedade) e Jéssica Mayara (PROS) foram fictícias. Elas negaram qualquer irregularidade e alegaram que desistiram da disputa por "motivos pessoais".
Em entrevista à rádio Caturité FM, Pimentel Filho garantiu que existem provas de que os 3 partidos usaram candidaturas fictícias. 6 dias depois da afirmação do ex-vereador, manifestantes protestaram na frente da Câmara Municipal (inicialmente a Praça da Bandeira, no Centro da cidade, seria o local da manifestação), exigindo o julgamento da AIJE, chegando a distribuir laranjas como forma de relacioná-las ao caso. Além de Pimentel Filho, estiveram no protesto os também ex-vereadores Napoleão Maracajá (PT) e Bruno Faustino (PTB). Os vereadores Dinho do Papaléguas, Waldeny Santana (ambos do DEM), Carol Gomes, Rui da Ceasa (eleitos pelo PROS) e Saulo Noronha (eleito pelo Solidariedade) corriam risco de ser cassados caso a ação fosse julgada válida.
Em maio de 2022, Alexandre Trineto votou pela improcedência das ações de Pimentel Filho, porém uma outra ação, desta vez movida pela suplente Dra. Carla (PSC), foi aceita pelo juiz, que determinou a anulação de todos os votos obtidos pelo DEM, cassando os mandatos de Dinho do Papaléguas (eleito pelo PSDB e atualmente filiado ao União Brasil) e Waldeny Santana (do mesmo partido) e também dos suplentes, além de punir os envolvidos com a inelegibilidade por 8 anos, enquanto as candidaturas de PROS e Solidariedade não foram atingidas com a decisão.
Em 30 de outubro de 2023, o TRE julgou o caso das candidaturas fictícias e formou maioria para cassar os mandatos de Waldeny Santana (que também foi declarado inelegível por 8 anos), Dinho do Papaléguas, Carol Gomes e Rui da Ceasa, reconhecendo existência de fraude nas candidaturas a vereador do União Brasil e do PROS, absolvendo o Solidariedade das acusações. Marta Ambrósio, Virgínia Soares, Fátima Artesã e Jéssica Mayara foram também punidas com inelegibilidade de 8 anos.